# Дървени блокчета
Дървените блокчета са музикални перкусионни инструменти от групата на дървените идиофони.
Те представляват резонатор във формата на малка правоъгълна кутия, която в горната си част има залепена дървена пластина, а отстрани – издължен отвор.
Дървените блокчета са по-малката по размер разновидност на големите африкански дървени барабани (наричани още log drum).